# Nowe Nieżychowice
Nowe Nieżychowice – część wsi Nieżychowice w Polsce, położona w województwie pomorskim, w powiecie chojnickim, w gminie Chojnice, wchodzi w skład sołectwa Nieżychowice.
W latach 1975–1998 Nowe Nieżychowice należały administracyjnie do województwa bydgoskiego.